# Chirlane McCray
Chirlane Irene McCray (Springfield, Massachusetts, 29 de novembre de 1954) és una escriptora, editora i activista estatunidenca. Està casada amb l'alcalde de la ciutat de Nova York, Bill de Blasio. McCray va ser descrita com la "assessora més propera" de De Blasio. McCray és la presidenta de "Mayor's Fund to Advance New York City" i dirigeix ThriveNYC. També ha publicat poesia. McCray va treballar en política com a redactora de discursos.

## Implicació en l'administració de De Blasio
Quan De Blasio es va convertir en alcalde, va contractar la publicista Rachel Noerdlinger com a cap de gabinet de McCray. Noerdlinger, però, més tard va renunciar al seu càrrec a causa de diverses controvèrsies amb el seu comportament i els comportaments de determinades persones al seu voltant.
Durant el seu segon mes al càrrec, De Blasio va nomenar McCray presidenta de "Mayor's Fund to Advance New York City". A partir d'aleshores, el grup es va centrar en projectes d'immigració, salut mental i mà d'obra juvenil.
El novembre de 2015, McCray va liderar el llançament de ThriveNYC, un pla per revisar els serveis de salut mental i abús de substàncies de la ciutat. ThriveNYC promou un canvi del model més tradicionalment més reactiu. Aquest model pot forçar la policia, els hospitals, les presons i les escoles, a un enfocament integrat de salut pública per ser conscient i identificat precoçment.

### ThriveNYC
ThriveNYC va provocar dures crítiques per les acusacions de mala gestió i acusacions que no havia produït resultats tangibles. Al març de 2019, gairebé 850 milions de dòlars en finançament per al programa de salut mental de McCray no es van comptabilitzar; a més, el programa estava en camí de gastar 1.000 milions de dòlars durant cinc anys. El regidor del Bronx, Ritchie Torres, va criticar ThriveNYC, afirmant que "no hi havia proves que funcionés".